# 罗伯特·蒙哥马利
罗伯特·蒙哥马利（英語：Robert Montgomery，1891年9月20日—1964年1月10日），加拿大男子射击运动员。他曾代表加拿大参加1920年和1924年夏季奥林匹克运动会射击比赛，其中1924年奥运会获得一枚银牌。